# Fortunat-Henri Caumont
Fortunat-Henri Caumont (Tours, 10 dicembre 1871 – Indore, 4 aprile 1930) è stato un vescovo cattolico francese, missionario cappuccino in India.

## Biografia
Abbracciò la vita religiosa nel noviziato cappuccino di Le Mans il 15 agosto 1889 e, dopo aver studiato filosofia e teologia a Kadıköy, fu ordinato prete a Nantes il 19 dicembre 1896.
Fu inviato nella missione indiana dei cappuccini della provincia di Parigi a Rajputana, di cui divenne prefetto e superiore nel 1903. Il 22 maggio 1913 la prefettura apostolica di Rajputana fu elevata al grado di diocesi, con sede ad Ajmer, e Caumont ne fu il primo vescovo.
Morì nel 1930, nel corso di una visita pastorale a Indore.
Sotto il suo governo, le residenze della missione salirono da 10 a 21, i missionari da 16 a 46, le scuole cattoliche da 6 a 56 e gli alunni da 464 a 1.830, i cattolici da 3.102 a 7.464. Nell'ambito di un piano per l'istruzione e l'assistenza caritativa alla popolazione, fondò le congregazioni delle Ancelle del Signore di Ajmer e, insieme con sua sorella Maria Matilde, delle Suore Missionarie di Ajmer.
Pubblicò vari scritti tra cui Au pays des Rajas: les débuts d'une mission, edito a Parigi nel 1906, e un libro di preghiere in lingua locale: Ishprârthnâvali (1925).

## Genealogia episcopale
La genealogia episcopale è:
- Cardinale Scipione Rebiba
- Cardinale Giulio Antonio Santori
- Cardinale Girolamo Bernerio, O.P.
- Arcivescovo Galeazzo Sanvitale
- Cardinale Ludovico Ludovisi
- Cardinale Luigi Caetani
- Cardinale Ulderico Carpegna
- Cardinale Paluzzo Paluzzi Altieri degli Albertoni
- Papa Benedetto XIII
- Papa Benedetto XIV
- Cardinale Enrico Enriquez
- Arcivescovo Manuel Quintano Bonifaz
- Cardinale Buenaventura Córdoba Espinosa de la Cerda
- Cardinale Giuseppe Maria Doria Pamphilj
- Papa Pio VIII
- Papa Pio IX
- Cardinale Alessandro Franchi
- Cardinale Giovanni Simeoni
- Cardinale Antonio Agliardi
- Arcivescovo George Porter, S.I.
- Cardinale Andrea Aiuti
- Arcivescovo Emmanuel Alfonso van den Bosch, O.F.M. Cap.
- Vescovo Godefroid Pelckmans, O.F.M. Cap.
- Arcivescovo Carlo Giuseppe Gentili, O.F.M. Cap.
- Vescovo Fortunat-Henri Caumont, O.F.M. Cap.